# Quercus beckyae
Quercus beckyae är en bokväxtart som beskrevs av B.D. Gaynor. Quercus beckyae ingår i släktet ekar, och familjen bokväxter.
Artens utbredningsområde är Michigan. Inga underarter finns listade.